# Greg Vanney
Greg Vanney est un joueur international américain de soccer, né le 6 novembre 1974 à South Boston (Virginie, États-Unis). Il s'est reconverti comme entraîneur et se trouve actuellement en poste au Galaxy de Los Angeles.

## Biographie

### Carrière de joueur
Formé à l'Université de Californie à Los Angeles (UCLA), il quitte son club formateur en 1995 pour les Galaxy de Los Angeles. Greg Vanney y évolue comme milieu de terrain offensif gauche. Doté d'une grosse frappe, ce sont surtout ses passes décisives qui en font un joueur reconnu dans son championnat. Jusqu'en janvier 2001, il joue 168 matches pour 21 buts dans la Major League Soccer (MLS), le championnat américain professionnel de football.
Puis, c'est son arrivée en Europe qui le rend plus connu. Greg Vanney est le deuxième américain à venir évoluer en Première Division française (le premier étant David Régis, franco-américain et ancien messin) : il signe au Sporting Club de Bastia lors du mercato de la saison 2001-2002. En concurrence d'abord avec Christophe Deguerville, puis Anther Yahia et David Sauget, Greg Vanney reste trois ans à Bastia, où il joue à 60 reprises avant de quitter le club. Il ne jouait pas assez pour prétendre intégrer la sélection américaine qualifiée pour la Coupe du monde 2006. Il est transféré au mercato 2004-2005 au Dallas Burn, où il finit la saison en jouant 14 matches.
Après avoir joué pour les Rapids du Colorado et le D.C. United en 2007, il évolue en 2008 avec le Galaxy de Los Angeles après avoir été échangé avec Quavas Kirk.

### L’équipe des États-Unis (1997-2005)
International américain A, présent lors des Coupes des confédérations 2003 et 2005, Greg Vanney est régulièrement appelé en sélection américaine par Bruce Arena, et ce malgré sa non-sélection pour blessure au Mondial asiatique de 2002.

## Palmarès
Lors de ses années au Galaxy de Los Angeles, il remporte le Supporters' Shield en 1998, la Coupe des champions de la CONCACAF en 2000 et la Coupe des États-Unis en 2001. En 2007, avec D.C. United, il décroche de nouveau le Supporters' Shield. Entre-temps, avec la sélection américaine, il remporte la Gold Cup en 2005.
En tant qu'entraîneur, avec le Toronto FC, il est vainqueur du Championnat canadien en 2016, 2017 et 2018. La saison 2017 est d'ailleurs l'occasion du premier triplé de l'histoire de la MLS quand la franchise canadienne remporte, en plus de la coupe nationale, le Supporters' Shield et la Coupe MLS. Il est alors nommé entraîneur de l'année dans la MLS et dans la CONCACAF cette année-là.